# Phylliana mendax
Phylliana mendax är en insektsart som först beskrevs av Melichar 1902.  Phylliana mendax ingår i släktet Phylliana och familjen Flatidae. Inga underarter finns listade i Catalogue of Life.